# Hokuto Nakamura
Pour les articles homonymes, voir Nakamura.
Hokuto Nakamura (中村 北斗, Nakamura Hokuto) est un footballeur japonais né le 10 juillet 1985. Il évolue au poste de défenseur.

## Palmarès
- Vainqueur de la Coupe de la Ligue en 2009 avec le FC Tokyo
- Vainqueur de la Coupe Suruga Bank en 2010 avec le FC Tokyo
- Vainqueur de la Coupe du Japon en 2011 avec le FC Tokyo
- Champion de J-League 2 en 2011 avec le FC Tokyo